# Délicieux
Délicieux is een Frans-Belgische historische komische film uit 2021, geregisseerd door Éric Besnard.
Het verhaal speelt zich af in 1789 ten tijde van de ontluikende Franse Revolutie. In de film speelt een pasteitje met de naam Délicieux (dat heerlijk betekent in het Frans) een centrale rol. Veel beelden in de film zijn geïnspireerd op de stillevens van Jean-Baptiste Siméon Chardin.
Le Sourire du clown (1999) · Ca$h (2008) · 600 kilos d'or pur (2010) · Mes héros (2012) · Le Goût des merveilles (2015) · L'Esprit de famille (2020) · Délicieux (2021) · Les Choses simples (2023) · Louise Violet (2024)